# Scapodasys flavoapicalis
Scapodasys flavoapicalis là một loài bọ cánh cứng trong họ Cerambycidae.